# Сілаб-Кеш
Сілаб-Кеш (перс. سيلاب كش) — село в Ірані, у дегестані Отаквар, у бахші Отаквар, шагрестані Лянґаруд остану Ґілян. За даними перепису 2006 року, його населення становило 36 осіб, що проживали у складі 11 сімей.